# Förstakammarvalet i Sverige 1919 (september)
Förstakammarvalet i Sverige 1919 var ett val i Sverige till Sveriges riksdags första kammare. Valet hölls i den femte valkretsgruppens valkretsar i september månad 1919. Ledamöterna till första kammaren utsågs av 238 valmän (196 landstingsmän och 42 stadsfullmäktige) från landstingen och stadsfullmäktige i landet.
Den 20 juni 1919 bestämdes det att det skulle hållas nytt val i första kammaren i hela riket, vilket hölls i juni och juli månader. Den femte valkretsgruppen skulle hålla val i september månad, och så skedde, bara tre månader efter det icke ordinarie valet. 
Septembervalet 1919 hölls i 5 valkretsar: Östergötlands läns valkrets, Kronobergs läns valkrets, Göteborgs och Bohus läns valkrets, Värmlands läns valkrets och Gävle stads valkrets.

## Valresultat
| Parti                | Parti                                     | Partiledare                   | Röster | Röster | Mandatfördelning | Mandatfördelning |
| Parti                | Parti                                     | Partiledare                   | Antal  | +−     | Antal            | +−               |
| -------------------- | ----------------------------------------- | ----------------------------- | ------ | ------ | ---------------- | ---------------- |
|                      | Sveriges socialdemokratiska arbetareparti | Hjalmar Branting              | 86     | 0      | 8                | 0                |
|                      | Frisinnade landsföreningen                | Raoul Hamilton                | 60     | +4     | 8                | +1               |
|                      | Allmänna valmansförbundet                 | Arvid Lindman                 | 61     | +1     | 6                | 0                |
|                      | Jordbrukarnas riksförbund                 | Olof Olsson i Kullenbergstorp | 23     | 0      | 3                | 0                |
|                      | Bondeförbundet                            | Erik Eriksson i Spraxkya      | 4      | 0      | 0                | -1               |
|                      | Sveriges socialdemokratiska vänsterparti  | Zeth Höglund                  | 4      | +2     | 0                | 0                |
| Antal giltiga röster | Antal giltiga röster                      | Antal giltiga röster          | 238    | +7     | 25               | 0                |

Bondeförbundet fick ursprungligen ett mandat i Kronobergs läns valkrets men fick inte tillåtelse att besätta mandatet, då varken den valda riksdagsmannen Axel Linnér eller andra möjliga kandidater på partiets lista ansågs valbara. Mandatet gick istället till de liberala.

### Invalda riksdagsmän
Gävle stads valkrets:
- Rickard Sandler, s

Göteborgs och Bohus läns valkrets:
- Karl Andersson, lib s
- Eric Hallin, n
- Sigfrid Hansson, s
- Ernst Bruno Jönsson, jfg
- Isak Svensson, lib s
- Ludvig Widell, n

Kronobergs läns valkrets:
- Nils Anton Bondeson, lib s
- Aaby Ericsson, n
- August Ljunggren, lib s
- Peter Magnus Olsson, n

Värmlands läns valkrets:
- Manne Asplund, s
- Johan Carlsson, n
- Mauritz Hellberg, lib s
- Åke Ingeström, lib s
- Karl August Nilson, lib s
- Gustaf Strömberg, s
- Knut Tengdahl, s

Östergötlands läns valkrets:
- Theodor Adelswärd, lib s
- Gösta Andersson i Kolstad, jfg
- Albert Bergström, s
- Herman Fleming, n
- Einar Thulin, s
- Axel Träff, s
- Karl Gustaf Westman, jfg